# Stickningar

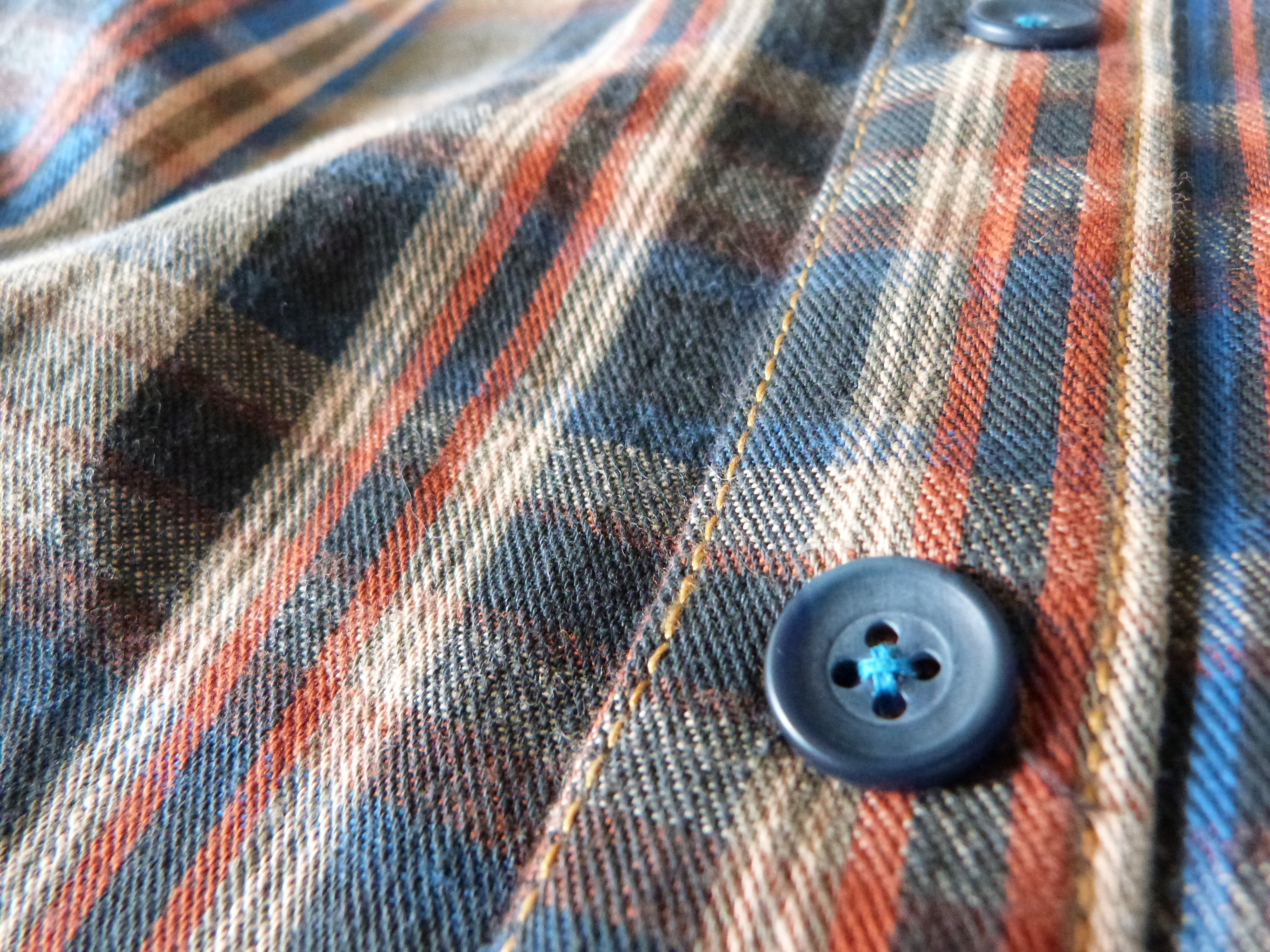
Diskreta stickningar på skjortans knappslå.

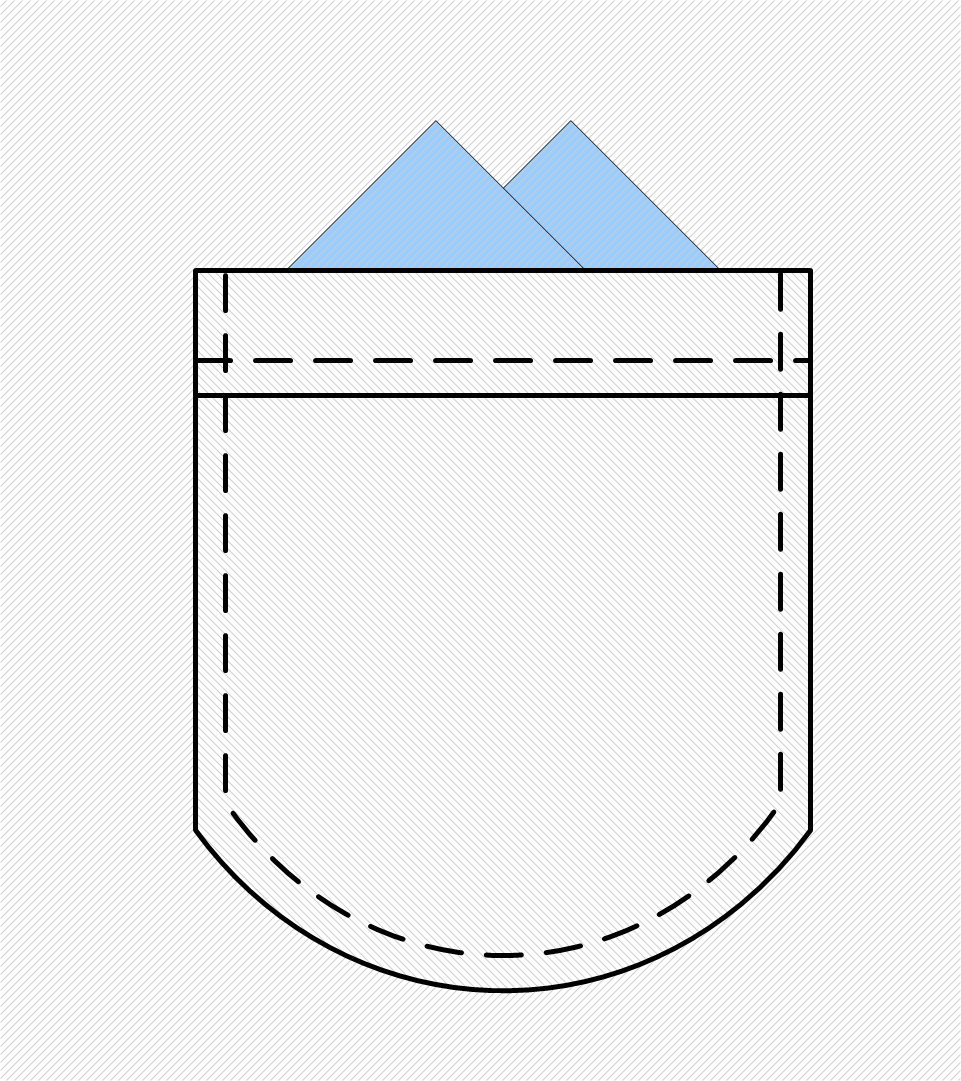
Stickningar på en bröstficka.

Stickningar är begrepp för de dekorativa sömmar som används på kläder, skor, och accessoarer där sömmen i sig behövs, men dess utformning av stora stygn, ibland i en avvikande färg, är i dekorativt syfte. Stickningar kan även användas för att sy ner sömsmåner, och för att få mer stadga. 
Stickningar ska inte förväxlas med tekniken stickning.